# 沂水路
沂水路是中华人民共和国山东省青岛市市南区一条城市支路，全长约400米，东北起自江苏路，西南在沂水路11号胶澳总督府旧址（老市政府）前分为两支，西支止于德县路，南支止于湖南路。

## 概况

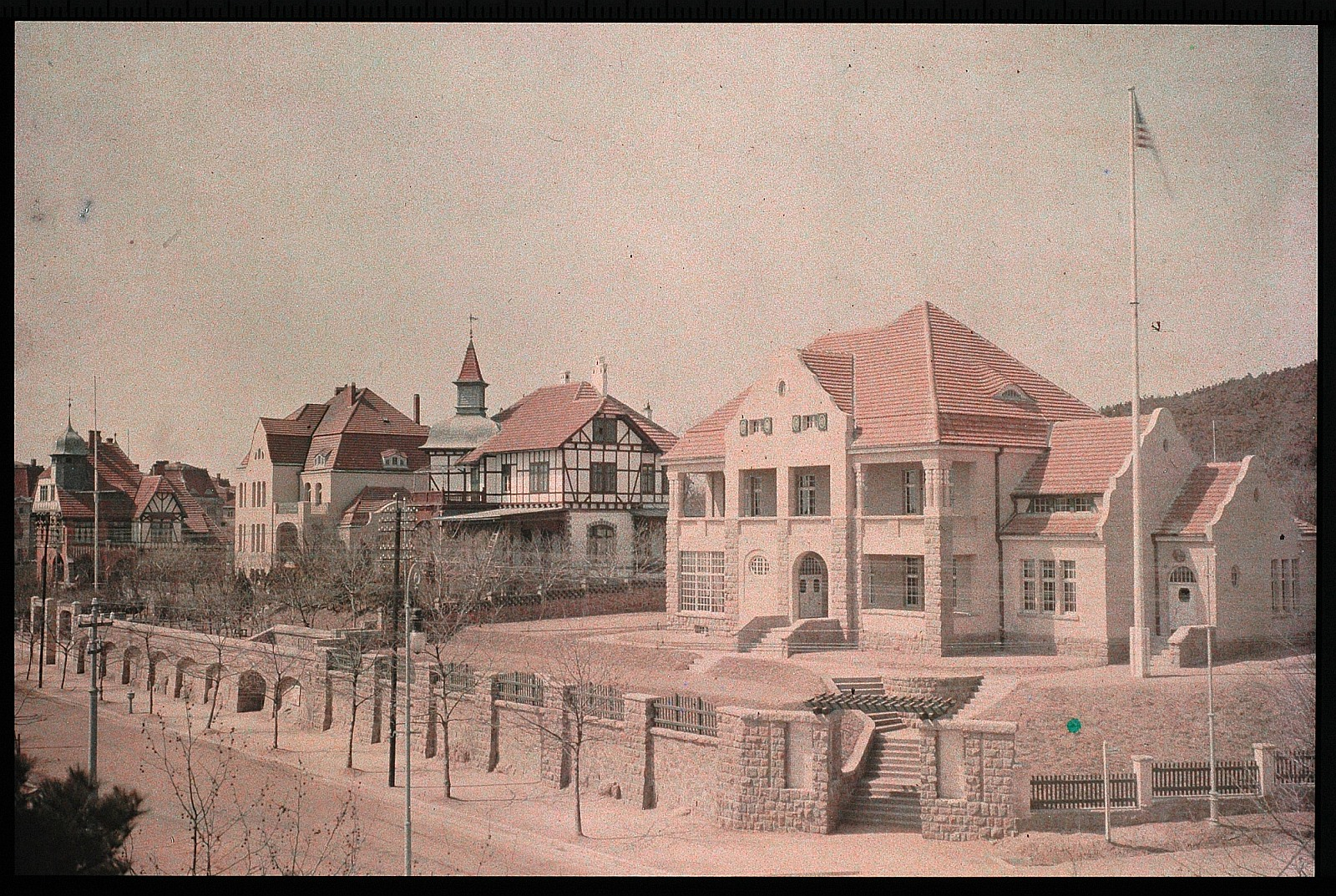
1910年代初的沂水路，早期彩色照片，自右至左分别为美国领事馆、格尔皮克-科尼希别墅、施迪克弗特别墅与捷成洋行别墅

该路始建于德占时期初期，以1897年占领青岛的德国海军少将棣德利之名命名为棣德利路（德語：Diederichsweg，旧汉译：地利街），第一日日占时期更名为赤羽町（日语：〔〕／），青岛回归后于1923年改现名。
沂水路建于观海山下的坡地上，地势北高南低，北侧建筑均建于高坡之上，路旁种植法国梧桐。沿路有许多德占时期留下的德式建筑，其中包括胶澳总督府、英国领事馆、美国领事馆等重要机构所在地，以及一批高级别墅。东北端正对着位于高地上的江苏路基督教堂。

## 周边历史建筑介绍

### 北侧
自1899年格尔皮克-科尼希别墅与德国海军第三营营长官邸建设起，沂水路的建设最初集中于北侧。

#### 美国驻青岛总领事馆旧址
沂水路1号为美国驻青岛总领事馆旧址，建于1911-1912年，最初为建筑师李希德的地产，建成后美国驻青岛领事馆迁入办公，直至1949年1月迁入兰山路2号美国海军第七舰队司令部大楼，此后曾短暂为美国卫理公会所使用。1950年代后改为中国人民银行幼儿园，现为招待所，为青岛市历史优秀建筑、市南区一般不可移动文物。

#### 格尔皮克-科尼希别墅旧址
沂水路3号建于1899年，是青岛现存最早的德占时期建筑之一，设计师可能是马克斯·克诺普夫（Max Knopff）。该别墅最初为总督府地产，供高级官员居住。第一个入住该楼的人是胶澳皇家法院首任大法官保罗·格尔皮克（Paul Gelpcke），在此居住至1900年。1902年至1907年，督署医院主治医师哈里·科尼希（Harry Koenig）在此居住。辛亥革命后的1912年，大量逊清遗老逃亡青岛，多罗特公升允曾在此暂居。1914年日军占领青岛后，该别墅曾为日本陆军少将山田良水的住宅。1949年该楼为青岛日报社房产至今，1953年改为青岛日报社幼儿园，1960年代初关闭，后改为为日报社宿舍楼，现为民居，为青岛市历史优秀建筑、市南区一般不可移动文物。
- 美国领事馆，1910年代
- 美国领事馆旧址，2016年
- 格尔皮克-科尼希别墅旧明信片
- 格尔皮克-科尼希别墅旧址，2016年

#### 施迪克弗特别墅旧址
沂水路5号建于1904-1905年，最初为维林公司（C. Vering）的筑港工程师约翰·施迪克弗特（John Stickforth）的别墅（此前居住在今武定路北端的维林别墅）。约1910年，施迪克弗特离开青岛，将别墅卖给哈利洋行董事汉斯·克里斯蒂安·奥古斯特森（Hans Christian Augustesen）。1914年11月日军占领青岛后，别墅被日军没收。1925年麦加利银行买下了这栋住宅，并将其作为经理住宅使用，1941年再次被日军没收。1949年后，该楼先后为青岛市建设局、青岛市公用事业局、青岛市城市管理局、青岛市市政公用局办公楼。现为青岛市历史优秀建筑、市南区一般不可移动文物。

#### 沂水路7号捷成洋行别墅旧址
沂水路7号建于1903年，最初为青岛捷成洋行（Diederichsen Jebsen & Co. Tsingtau）的职员别墅。1933年，中鲁银行买下此处别墅，供经理张玉田与襄理居住。1949年后，该楼曾为青岛市建设局、青岛市建材局所使用，现为青岛市建筑材料工业总公司所使用，为青岛市历史优秀建筑、市南区一般不可移动文物。
- 施迪克弗特别墅旧明信片
- 施迪克弗特别墅，2019年
- 捷成洋行别墅旧影（右侧），1910年代
- 捷成洋行别墅旧址近景，2015年

#### 德国海军第三营营长官邸旧址
沂水路9号建于1899年，是青岛现存最早的德国建筑之一。由广包公司（F. H. Schmidt）承建，该建筑自建成后即为德国海军第三营（III. Seebataillon）历任营长的官邸。1914年11月日军占领青岛后，改为日本陆军青岛守备军军官住宅。1922年北洋政府收回青岛后改为胶防司令孙宗先官邸，后来被胶济铁路管理局买下。该楼1949年后曾为铁路局招待所，现仍为铁路部门所有。现为全国重点文物保护单位青岛德国建筑群的一部分。

#### 胶澳总督府旧址
沂水路11号是胶澳总督府旧址，俗称“老市府”，是青岛老城的地标之一。建于1903-1905年，由建筑师弗里德里希·马尔克（Friedrich Mahlke）设计，最初为德国胶澳总督府办公大楼，之后曾先后为日本陆军青岛守备军司令部、胶澳商埠督办公署、青岛市政府、青岛市人民政府办公楼。1994年，青岛市人民政府迁至新楼，该楼后来改为青岛市人大常委会、青岛市政协办公楼至今。现为全国重点文物保护单位青岛德国建筑群的一部分。
- 德占时期的沂水路（第一次日占时期使用德占时期的底片印制），可见第三营营长官邸（左侧）及捷成洋行别墅
- 第三营营长官邸旧址，2015年
- 胶澳总督府与前方的总督府广场，1910年代
- 胶澳总督府旧址，2016年

### 南侧

#### 沂水路2号、2号甲
沂水路2号、2号甲为两栋建于1940年代的日本现代风格别墅。

#### 沂水路4号
沂水路4号为一单层蒙莎屋顶加地下室的建筑，对面即为沂水路5号施迪克弗特住宅旧址。该楼据一些资料称最早为德占时期消防队车库。1913年地籍图显示其与原施迪克弗特别墅同为奥古斯特森的地产。
- 沂水路江苏路路口，1940年代，左侧近处为沂水路2号
- 沂水路2号，2019年
- 德占时期沂水路南侧，近处左侧为沂水路4号，沂水路6号、8号尚未建设
- 沂水路4号，2015年

#### 沂水路6号
沂水路6号建于约1913-1914年，为一双层住宅建筑，1913年地籍图显示该楼属于克纳珀（Knappe）。现为民居。

#### 沂水路8号
沂水路8号建于约1913-1914年，为一双层蒙莎屋顶住宅，1913年地籍图显示该楼属于李鸿章之子李经迈。现为青岛日报社发行处。
- 沂水路6号临街立面
- 沂水路6号南立面
- 沂水路8号临街立面
- 沂水路8号南立面

#### 英国驻青岛总领事馆旧址
沂水路14号英国领事馆旧址建于1910年，广包公司（F. H. Schmidt）承建，最初为德籍律师、公证人曼弗雷德·齐默尔曼（Manfred Zimmermann）的住宅。1914年青岛战役后，齐默尔曼被日军俘虏、押往日本。1930年代至1951年，英国领事馆设于此处。1951年4月，该楼由青岛市人民政府接收，后来曾为青岛市府前幼儿园，现为民宅，为青岛市历史优秀建筑、市南区一般不可移动文物。
- 曼弗雷德·齐默尔曼住宅（左侧）旧影，1910年代
- 沂水路14号英国领事馆旧址，2015年
- 北立面，2016年
- 东南面，2016年